# Asesinato de Rachael Anderson
Rachael Nicoletta Anderson (Warren, Ohio; 28 de enero de 1994 - Columbus, Ohio; 28 de enero de 2018) fue una joven estadounidense que fue secuestrada, violada y asesinada en su vigesimocuarto cumpleaños. Su asesino, Anthony Pardon, un delincuente sexual registrado con un amplio historial delictivo, dejó el cuerpo de Anderson en el armario de su habitación, donde fue descubierta al día siguiente. Una cantidad significativa de pruebas le terminaron por vincular con el crimen, incluidos datos de teléfonos móviles y ADN. Fue arrestado y acusado del asesinato de Anderson.
Fue declarado culpable en 2020 y condenado a cadena perpetua sin posibilidad de libertad condicional.

## Víctima
Rachael Nicoletta Anderson nació el 28 de enero de 1994, hija de William "Bill" Anderson y Patricia "Trish" Anderson (de soltera Sprecacenere) en la ciudad de Warren, perteneciente al estado de Ohio. En 2012 se graduó en el instituto Warren G. Harding, donde formaba parte de la Sociedad Nacional de Honor y jugaba al fútbol y al voleibol, así como a la banda musical. Anderson, que quería ser directora de funeraria, asistió a la Universidad Estatal de Youngstown, donde se especializó en requisitos previos para ciencias mortuorias y entró en la Lista del Decano. Después asistió al Cincinnati College of Mortuary Science, donde se graduó en 2016 con una licenciatura en Ciencias Mortuorias. Mientras estudiaba en la escuela mortuoria, trabajó en la funeraria Naegele-Kleb-Ihlendorf. Anderson, que era miembro de la Asociación de Directores de Funerarias de Ohio, se trasladó a la capital estatal, Columbus, donde comenzó un aprendizaje en la Funeraria Shaw Davis. En el momento de su asesinato, se encontraba en el último tramo de su aprendizaje y, según el gerente de la funeraria, le iban a ofrecer un puesto de trabajo. Su asesinato tuvo lugar el día en que cumplía veinticuatro años. Fue enterrada en Pineview Memorial Park.

## Autor
Anthony Pardon es un delincuente violento y sexual reincidente cuyo historial delictivo anterior al asesinato de Anderson abarcaba varias violaciones, entre ellas la de un bebé y la de una niña de ocho años, además de robos, secuestros e intentos de asesinato. En el momento del asesinato, había pasado un total de treinta y tres años en prisión por sus delitos y estaba registrado como delincuente sexual de nivel III.
Según los abogados defensores de Pardon, tuvo una infancia "abusada (sic), disfuncional y caótica". Fue criado por sus abuelos antes de vivir con su madre. Desarrolló trastorno de conducta y trastorno antisocial de la personalidad.

### Historial delictivo
En marzo de 1979, Pardon, que entonces tenía catorce años, fue internado temporalmente en la Comisión Juvenil de Ohio tras violar a una niña seis años menor que él. En julio de ese año, fue puesto bajo tutela judicial e internado temporalmente en los Servicios Infantiles del condado de Franklin. Apenas unos meses más tarde, fue declarado culpable de amenazas e internado permanentemente en la Comisión Juvenil de Ohio, así como en un centro de acogida.
En 1980, Pardon fue acusado nuevamente de violar a un bebé de nueve meses. La víctima de esta violación era el hijo de los padres de acogida de Pardon. Pardon, entonces de quince años, estaba de canguro mientras su madre de acogida salía a hacer la compra. Pardon declaró a la policía de Columbus que había cometido el delito porque estaba enfadado tras haberse peleado con su novia. Pardon fue condenado por el delito siendo menor de edad.
El 13 de noviembre de 1981, Pardon, que entonces tenía dieciséis años, entró en la casa de la madre de su novia, de treinta y nueve años, para utilizar su teléfono y, con un cuchillo de carnicero, la violó a punta de cuchillo y le robó cien dólares del bolso. La ató de pies y manos, la amordazó y la metió en el maletero de un coche. Procedió a llevarla a Valley Dale, donde le desató los pies y la arrojó a Alum Creek, detrás del salón de baile de Valley Dale. Cuando Pardon vio que la víctima, que estaba parcialmente vestida, podía mantenerse a flote, se metió en el arroyo y le sujetó la cabeza bajo el agua. La mujer sobrevivió tras la intervención de un buen samaritano. Pardon se marchó antes de que llegara la policía y utilizó el dinero que había robado a la víctima para comprar zapatillas de tenis y un conjunto de jogging.
Pardon fue juzgado como adulto, y en mayo de 1982, a la edad de diecisiete años, fue declarado culpable de robo con agravantes, violación e intento de asesinato en el condado de Franklin. Pardon fue condenado a una pena de entre cinco y veinticinco años de prisión. Inicialmente fue enviado al Reformatorio Estatal de Ohio en Mansfield, pero fue trasladado a la Institución Correccional de Lebanon y más tarde a la Institución Correccional del Sur de Ohio en Lucasville. Durante su estancia en prisión cometió varias infracciones disciplinarias, como posesión de armas, prender fuego a un colchón y peleas. Finalmente pasó más de veinticuatro años en prisión por este delito y fue puesto en libertad en noviembre de 2006.
Pardon fue declarado depredador sexual en 1999.
Pardon se trasladó a Georgia en 2006 o 2007 y solicitó un trabajo de mantenimiento con un nombre falso. En 2007 fue acusado de falsificación y de no registrarse como delincuente sexual en Georgia. Fue condenado por estos delitos en el condado de Floyd y pasó nueve años en prisión por ellos, También se le impusieron veinte años de libertad condicional y se le exigió llevar un monitor de tobillo con GPS y correr con todos los gastos.
En 2017, Pardon fue puesto en libertad, regresando a Ohio en junio de ese año a través de un acuerdo de pacto interestatal entre Ohio y Georgia. Fue monitoreado por la Autoridad de Libertad Condicional para Adultos y se le requirió que se registrara con el Departamento del Sheriff cada noventa días. La Autoridad de Libertad Condicional para Adultos de Ohio no le dio un monitor, como un juez había solicitado, debido a la duración del tiempo de monitoreo y "la cuestión de los gastos". El 21 de agosto de 2017, Pardon fue sorprendido con una prostituta en su coche. Aunque dijo a la policía que la estaba llevando, la mujer confirmó a las noticias locales que él estaba interesado en la actividad sexual. A las cuatro de la madrugada del 27 de enero de 2018, fue sorprendido conduciendo sin licencia. Durante esa parada, se le encontró una navaja de bolsillo, un cuchillo de cocina y una pistola de perdigones. No fue detenido.

## Horas previas
Anderson celebró su vigésimo cuarto cumpleaños los días 26 y 27 de enero de 2018. El día 26, su hermano John vino de Warren a Columbus para quedarse con ella. Al día siguiente, ambos hermanos fueron a casa de su amigo John Kennedy. Allí, los Anderson, los Kennedy y otros amigos dieron una fiesta para celebrar el cumpleaños de Anderson. Rachael y John pasaron la noche en casa de los Kennedy y volvieron a casa el día 28. Anderson trabajó los días 26 y 27. Durante las horas que estuvo en el trabajo le dio a su hermano su llave para que pudiera entrar y salir cuando quisiera. El día 28, John Anderson volvió a Warren y accidentalmente se llevó la llave. Sobre la una de la tarde, Anderson envió un mensaje de texto a los Kennedy, que tenían una llave de su casa, y les dijo que iría a recogerla. Como iban a llevar a un amigo a Athens, tuvo que ir a recoger la llave más tarde, cuando regresaran a casa. Ese mismo día, a las 18:17, Anderson envió un mensaje a los Kennedy diciendo que saldría en veinte minutos para ir a recoger la llave. Habló con su madre sobre las 18:30 horas. y luego fue a recoger la llave de los Kennedy. Como la puerta de su apartamento sólo se podía cerrar desde fuera con una llave, Anderson tuvo que dejarla abierta. A eso de las 19:30 paró en un restaurante de la marca de comida rápida Arby's de la zona este y se fue a casa.

## Crimen
Pardon entró en el apartamento de Anderson sobre las ocho de la tarde. Secuestró a Anderson, llevándola del piso de abajo al de arriba. La sujetó, atándole los pies y los tobillos con el cordón de su secador de pelo y atándole las manos con su cinturón y los cordones de sus persianas. A continuación, pasó el cable del rizador de Anderson entre el cable del secador de pelo y sus muñecas, atándola y amordazándola.
Pardon estranguló a Anderson con el cable de una manta eléctrica. Además de ser asfixiada, Anderson también sufrió un traumatismo contuso y una puñalada en la cabeza.
Más adelante, la metió en el armario de su habitación, donde la dejó desnuda de cintura para abajo y con el cable de la manta eléctrica atado al cuello y al pomo de la puerta.
Tras asesinar a la joven, Pardon le robó el coche, cogió su tarjeta de crédito y débito y las utilizó en varias tiendas de Columbus. Le dio a su hermana la tarjeta de débito y se fue de compras con ella. La hermana de Pardon se enteró más tarde de que la tarjeta pertenecía a una víctima de asesinato cuando vio las noticias.
Pardon también dio la tarjeta de débito a un vagabundo llamado Anthony Sleets, alegando que su novia estaba intentando quedarse con su dinero tras una discusión, y ofreció a Sleets una habitación de hotel si utilizaba la tarjeta. Pardon dio a Sleets el número PIN de Anderson y llevó a Sleets a varios cajeros automáticos.

## Investigación
El 29 de enero, Anderson no acudió a trabajar ni contestó al teléfono. El supervisor de la oficina de la funeraria Shaw Davis pidió a un compañero que había salido a hacer entregas que fuera al apartamento de Anderson para ver cómo estaba. Fue al domicilio de Anderson y, como ella no respondía, se dirigió a la oficina de alquileres y explicó la situación. Como ni el compañero de trabajo de Anderson ni los empleados de la oficina de alquiler estaban autorizados a entrar en el domicilio de la joven, su compañero se puso en contacto con la policía. Esta acudió e hizo que el agente de alquileres inspeccionara la vivienda de Anderson, pero éste no la localizó.
Posteriormente, la antigua compañera de piso de Anderson dio permiso a su amigo John Kennedy para inspeccionar el apartamento. Kennedy entró en el dormitorio de Anderson, que encontró fuera de lugar. Declaró que intentó mirar en el armario pero que cuando intentó abrir la puerta sintió como si algo tirara de ella hacia atrás. Cuando pudo abrir el armario, encontró el cuerpo de Anderson. Intentó ayudarla, pero se dio cuenta de que estaba muerta, salió y avisó al agente Frank Sclafani.
Los investigadores acudieron al lugar y encontraron el cuerpo maniatado de Anderson parcialmente envuelto en un edredón, una camisa alrededor de la cabeza y una prenda negra anudada al cuello y metida en la boca.
La autopsia practicada al cuerpo de Anderson determinó que había sido estrangulada y apuñalada, con una laceración en el cuero cabelludo y fracturas en la base del cráneo. La puñalada le atravesó la nuca y penetró en el hemisferio cerebral izquierdo y en la cápsula interna del cerebro. Anderson fue apuñalada con tanta fuerza que se le rompió parte del cráneo. La autopsia también reveló que fue estrangulada con el cable de una manta eléctrica y que el estrangulamiento le provocó hemorragias en los músculos esternocleidomastoideos y en los párpados, así como que los vasos de los ojos se llenaran de sangre. Además, mostró que tenía moratones y marcas rojas en los tobillos y las muñecas, lo que indicaba que estaba viva cuando Pardon la ató.
El forense que realizó la autopsia de Anderson determinó que la muerte de Anderson se debió a la herida de arma blanca en la cabeza y el cuello, aunque el forense que testificó en el juicio dijo que si él hubiera realizado la autopsia, podría haber dictaminado que murió por estrangulamiento con ligaduras.
Se encontró ADN de Pardon en varias partes del cuerpo de Anderson y en la escena del crimen. Los investigadores también hallaron su ADN en el interior del cuerpo de ella cuando realizaron un kit de violación.
Las aplicaciones de servicios de localización y la cuenta de correo electrónico de Pardon en su teléfono permitieron a los investigadores recopilar datos que mostraban dónde se encontraba su teléfono en varios momentos. Los datos mostraron que estuvo en el apartamento de Anderson de 7:59 a 9:25 de la mañana del 28 de enero de 2018. Después de que la policía descubriera que faltaba la tarjeta de débito de Anderson, examinaron los registros bancarios. Usando los datos del teléfono celular, cotejaron el paradero de Pardon con el uso de su tarjeta. Los vídeos de vigilancia también mostraban a Pardon y a su hermana utilizando la tarjeta de débito de Anderson, así como a Pardon utilizando la tarjeta de crédito de Anderson y conduciendo su coche. Los investigadores también hablaron con Anthony Sleets después de que las imágenes de vídeo le mostraran utilizando la tarjeta de Anderson. Sleets les dijo que se la había dado un hombre que coincidía con la descripción de Pardon, aunque cuando Pardon se convirtió en sospechoso, Sleets ya había muerto. Un vídeo mostraba a Pardon y a Sleets conduciendo el coche de Anderson horas después de su asesinato.
El cuchillo de veintidós centímetros utilizado para apuñalar a Anderson fue encontrado dos semanas después del asesinato en una caja en su apartamento por su madre.

## Procesamiento penal
Pardon fue detenido el 9 de febrero de 2018 en el barrio de Linden por agentes de los SWAT. Fue encarcelado con una fianza de cinco millones de dólares. El 15 de febrero, un Gran Jurado del condado de Franklin le acusó de nueve cargos que incluían robo con agravantes, secuestro, violación y asesinato con agravantes. La acusación también incluía especificaciones de pena de muerte, así como de delincuente violento reincidente, depredador sexualmente violento y tentativa de asesinato reincidente. Fue acusado formalmente el 20 de febrero y se declaró inocente de todos los cargos.
El 19 de junio, Pardon debía comparecer ante el tribunal para una vista previa al juicio, pero se negó a hacerlo, acusando al fiscal de distrito del condado de Franklin, Ron O'Brien, de crear un "espectáculo secundario" e indicando que no quería ser "paseado" ante las cámaras. El juez Stephen McIntosh, su taquígrafo judicial, los fiscales y los abogados defensores de Pardon lo visitaron en su celda de detención, pero aun así se negó a participar en la audiencia.
En diciembre de 2019, Pardon envió una carta manuscrita a la emisora WBNS-TV afirmando que él no mató a Anderson. Pardon, que escribió que "no mató a nadie" y que "este caso es solo por mi pasado" (sic), afirmó que conocía a Anderson y que se drogaban juntos. O'Brien dijo que Pardon habría sabido que Anderson tenía tetrahidrocannabinol (THC) en su sistema porque tuvo acceso a la información de su autopsia a través del descubrimiento. O'Brien también dijo que no había pruebas de que Anderson conociera a Pardon y que la carta de Pardon era una táctica para retrasar el juicio y un "acto desesperado".
El 24 de enero de 2020, Pardon despidió a sus abogados, a pesar de que el juez McIntosh le instó a no hacerlo. McIntosh le advirtió de los peligros de representarse a sí mismo y le hizo una serie de preguntas sobre la autorrepresentación. Pardon dijo que entendía lo que estaba haciendo. Sus antiguos abogados, Isabella Dixon y Larry Thomas, iban a actuar como abogados de reserva en caso de que decidiera que quería representación legal. Según Thomas, Pardon no estaba contento con su representación. Sin embargo, el 27 de enero, Pardon decidió no representarse a sí mismo. El 27 de enero fue también el comienzo de la selección del jurado.

## Juicio
El juicio comenzó el lunes 4 de febrero de 2020. Cuatro testigos testificaron el primer día, incluyendo a J. Kennedy, quien descubrió el cuerpo de Anderson. El compañero de trabajo de Anderson, y el gerente de su complejo de apartamentos también testificaron. Los miembros del jurado también escucharon al oficial Frank Sclafani, quien estaba en su coche fuera del apartamento cuando Kennedy descubrió el cuerpo de Anderson y vio la grabación de su cámara corporal.
El 5 de febrero, el hermano de Anderson, John, y el agente especial de la escena del crimen Joshua Durst testificaron y el 6 de febrero, el detective principal Art Hughes testificó. También el 6 de febrero, Pardon se quejó al juez sobre sus abogados defensores diciendo "no estoy contento con esto aquí en absoluto" y pidió nuevos abogados. El lunes 10 de febrero, los fiscales trajeron un examinador de huellas latentes, y otros testigos expertos que explicaron como la tecnología fue usada para ubicar a Pardon donde la tarjeta de debito de Anderson fue usada y en la escena del asesinato. La hermana de Pardon también testifico que éste le dio la tarjeta de debito de Anderson.
El último día de testimonio fue el martes 11 de febrero. Un científico forense testificó que el ADN de Pardon fue encontrado en la escena del crimen, mientras que un patólogo forense y un forense adjunto de la Oficina Forense del Condado de Franklin testificaron sobre las lesiones de Anderson La defensa no llamó a ningún testigo.
Los alegatos finales tuvieron lugar el 12 de febrero. La fiscal adjunta Amy Van Culin dio el alegato final inicial del estado, construyendo una línea de tiempo del crimen y diciendo al jurado que Pardon mató a Anderson "después y mientras él entraba en su propia casa, su lugar de seguridad, el lugar donde ella duerme, el lugar donde ella come, el lugar donde ella viene a casa a relajarse". En el alegato final de la defensa, el abogado de Pardon, Larry Thomas, admitió que Pardon utilizó las tarjetas de Anderson pero argumentó que no era responsable del asesinato.
Argumentó que el caso del estado se basaba en especulaciones y que las pruebas de ADN y del teléfono móvil no demostraban de forma concluyente la culpabilidad de Pardon. También sugirió que Kennedy estaba involucrado. En la refutación de la fiscalía, el fiscal del condado de Franklin Ron O'Brien argumentó que la defensa estaba dispuesta a admitir que las pruebas de geolocalización mostraban que Pardon utilizó las tarjetas robadas, pero ignoró las pruebas de geolocalización sobre el paradero de Pardon la noche del asesinato.
El jurado, compuesto por cuatro hombres y ocho mujeres, deliberó durante aproximadamente seis horas a lo largo de dos días antes de declarar a Pardon culpable de todos los cargos, incluidos robo con agravantes, robo con agravantes, secuestro, violación y asesinato con agravantes.
Pardon era elegible para la pena de muerte porque asesinó a Anderson durante el curso de robo con agravantes, secuestro, robo con agravantes y violación, y porque tiene una condena previa por intentar matar a otra víctima a propósito. Los fiscales solicitaron la pena de muerte contra Pardon debido a su extenso historial criminal, con O'Brien diciendo en 2018 "hay algunas personas que no pueden ajustar su conducta a la ley". Y al menos se alega que él es una de ellas".
La fase de sentencia del juicio comenzó el 18 de febrero. La defensa argumentó que los "factores atenuantes" como la crianza abusiva y disfuncional de Pardon superaban las circunstancias agravantes del crimen, con Dixon diciendo "vas a escuchar que este hombre de una infancia abusada, (sic) disfuncional, caótica pasó de esa disfunción a los dieciséis años y pasó el resto de su vida en prisión". Los fiscales argumentaron que las circunstancias agravantes pesaban más que cualquier factor atenuante y que Pardon sabía lo que estaba haciendo cuando atacó a Anderson con O'Brien diciendo que "él entendía muy bien, las pruebas lo demuestran, lo que estaba haciendo. Estaba robando, violando y atando a Rachael Anderson el día de su cumpleaños".
O'Brien también dijo al jurado que "a la edad de cincuenta y tres años, como él (Pardon) tomó esas decisiones mientras violaba, robaba y ataba a Rachael Anderson, cualquier cosa que ocurriera en su infancia merece cero atenuantes". La madre y la hermana de Pardon, junto con un psicólogo y su antiguo profesor de primaria testificaron a favor de la defensa. El 19 de febrero, Pardon hizo una declaración no jurada de trece minutos ante los miembros del jurado, en la que habló de su infancia abusiva. 
También habló de sus problemas tras salir de prisión, diciendo que "cuando salí de allí (prisión) nadie me dio nada". Afirmó que "el sistema" le falló, diciendo que "el sistema penitenciario me falló, los servicios sociales me fallaron. Durante su declaración, no habló directamente del asesinato de Anderson ni se disculpó por ello, aunque sí dijo que "tomé muchas malas decisiones en mi vida. Pueden culparme por ello".
La fiscal Jennifer Rausch respondió a la declaración de Pardon en los alegatos finales, citando las malas elecciones y los antecedentes penales de Pardon y diciendo que "en algún momento, no es culpa nuestra, como él sugirió. No es culpa suya. No es culpa mía. No es culpa del sistema. Esto es culpa suya". O'Brien también respondió a la declaración de Pardon, argumentando en la refutación del estado que todo se trataba de él y de cómo otros hicieron que no fuera responsable de sus crímenes. También afirmó que Pardon no mostró remordimiento y le criticó por no disculparse.
El 20 de febrero, tras deliberar durante tres horas y media, el jurado no llegó a un acuerdo sobre si recomendar la pena de muerte y recomendó cadena perpetua sin libertad condicional.
La sentencia se dictó el 16 de marzo de 2020. Los dos padres de Anderson hicieron declaraciones sobre el impacto en la víctima, y el padre de ella calificó a Pardon de "animal que acechó y se ensañó con nuestra hermosa hija". "En los últimos años le he visto exigir cosas y tener rabietas como si se le debiera algo. Durante el juicio, se quejó de que el sistema le había fallado. Si alguien debería quejarse es nuestra familia. El sistema definitivamente le falló a Rachael. El sistema penitenciario no supo mantenerle atado y dejarle caminar libre por la sociedad. El sistema de patrullas de carretera del estado no protegió a nuestra hija al darle un tirón de orejas y llevarle gratis a casa el día antes de asesinarla brutalmente". En la declaración de impacto de la madre de Anderson, dijo al tribunal que "es frustrante conocer los horrores de lo que se hizo en su vida temprana y las familias que fueron destruidas antes de la nuestra" y dijo a Pardon "robaste la vida de mi hija". 
Sufrirás por ello en tus nuevos muros de bloques y barrotes". También declaró "mi hija es Rachael Nicoletta Anderson. Ella no es el caso número 19CR00769". Además, la madre de Anderson expresó su desaprobación por el hecho de que el dinero que ganaba trabajando y que paga en impuestos vaya a mantener a Pardon en prisión.
El juez McIntosh condenó a Pardon a cadena perpetua sin libertad condicional por asesinato con agravantes y a cadena perpetua sin libertad condicional por violación. Pardon también fue condenado a sesenta y tres años adicionales de prisión por cargos de robo con agravantes, secuestro y robo con agravantes y por reincidencia en delitos violentos. Las condenas se cumplirán de forma consecutiva.